# Trung tâm Eden

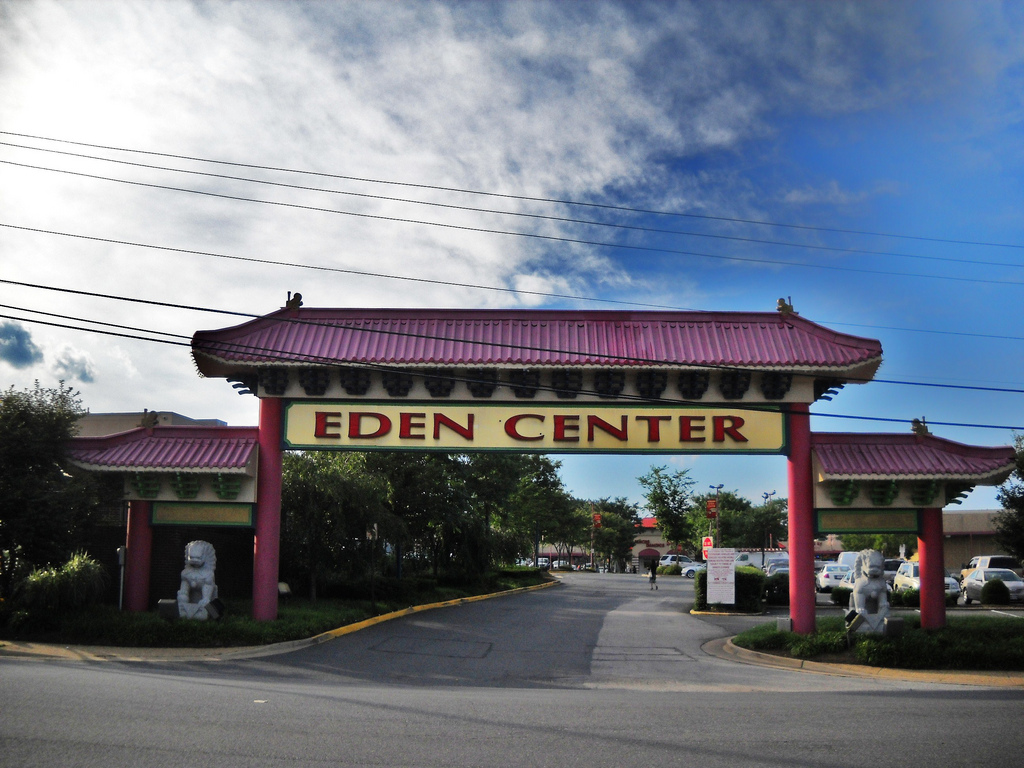
Cổng vào

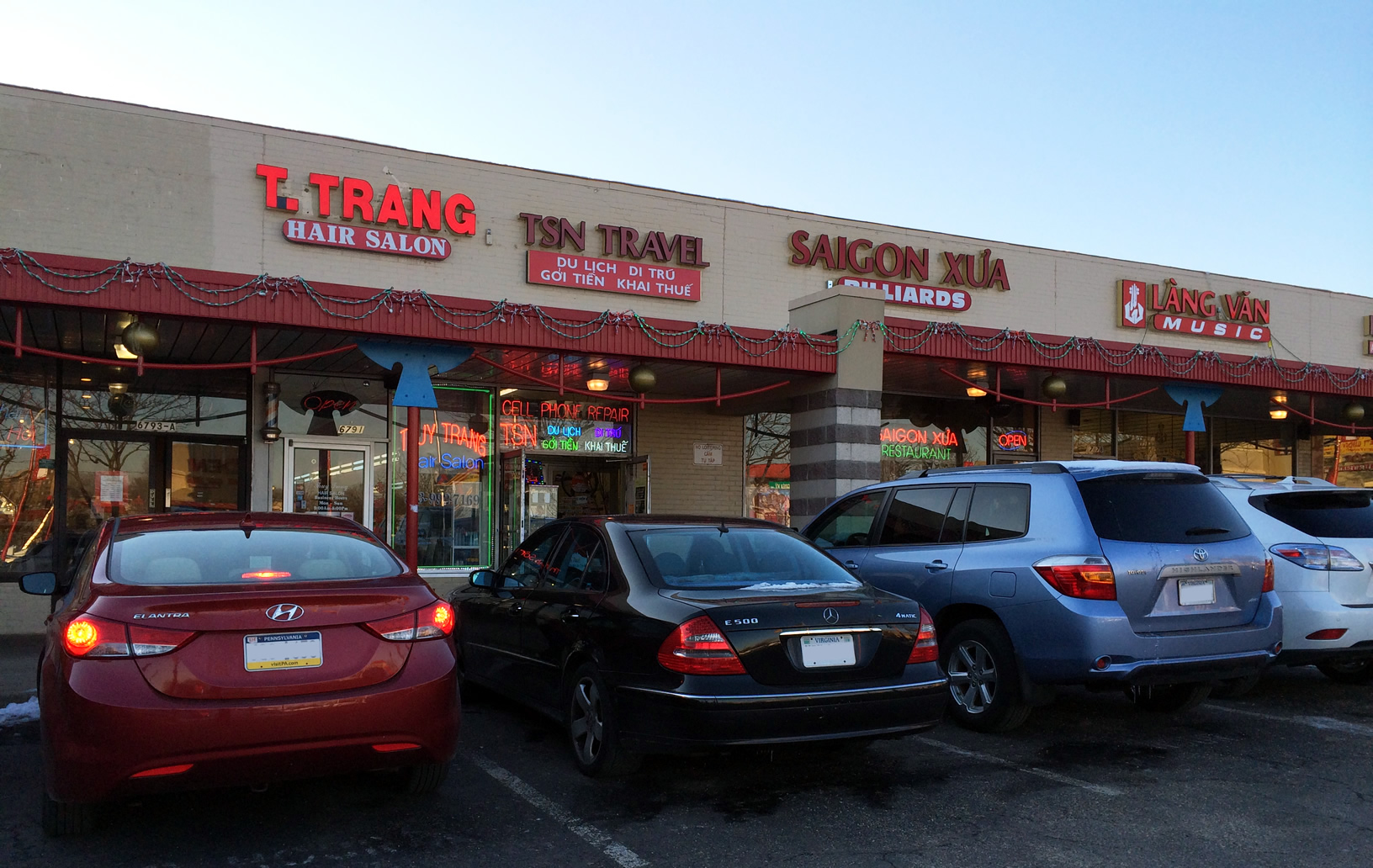
Trung tâm thương mại Eden.

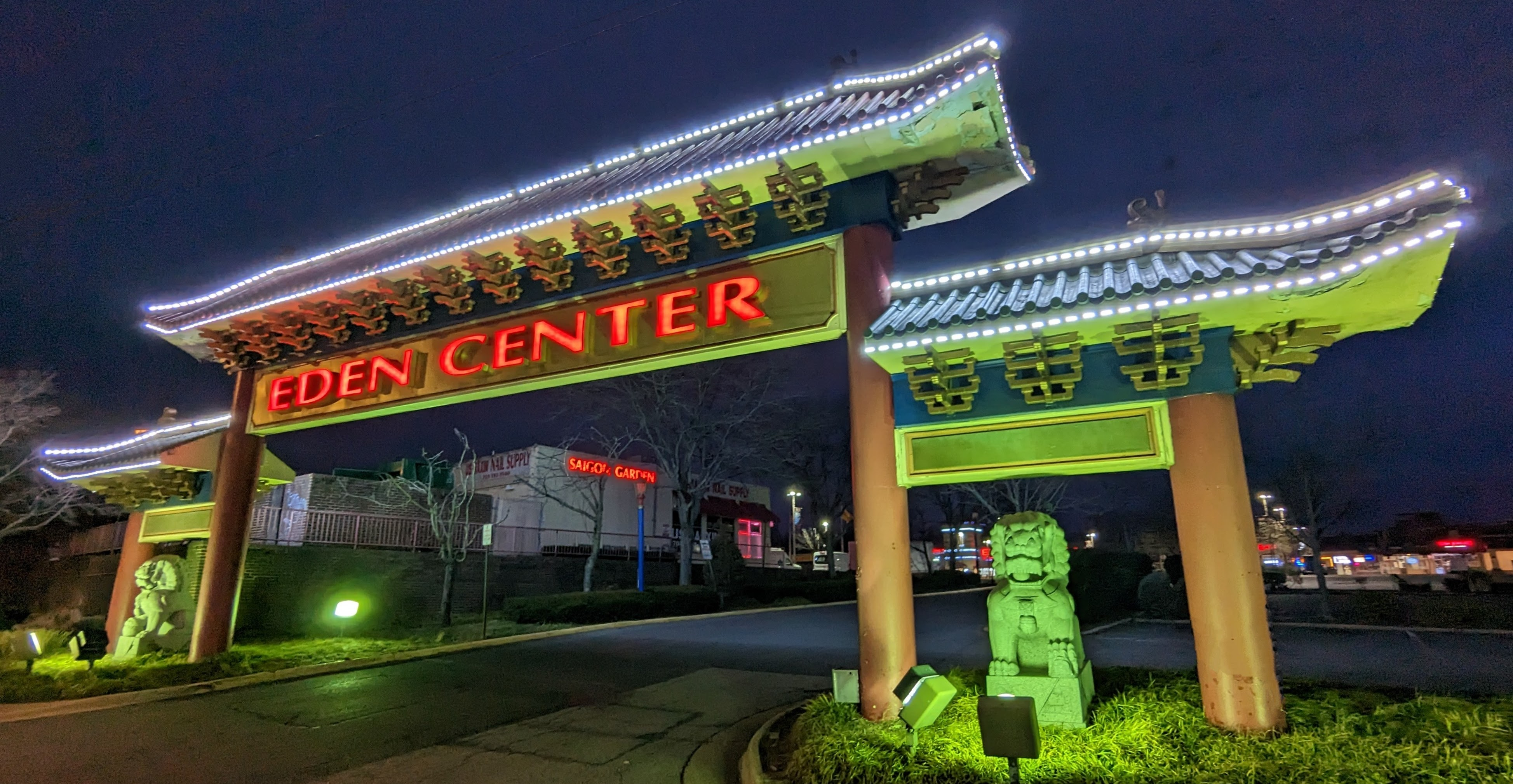

Trung tâm Eden là một khu mua sắm của người Mỹ gốc Việt tọa lạc gần giao lộ Seven Corners, tục gọi là Ngã Bảy thuộc thành phố Falls Church, Virginia, thành lập từ năm 1984 rộng 200.000 ft (19.000 mét vuông). Hội đồng Phát triển Kinh tế của thành phố Falls Church coi đây là địa điểm du lịch số một trong khu vực.
Trung tâm này có hơn 100 cửa hàng, nhà hàng và cơ sở kinh doanh phục vụ cho một lượng lớn khách hàng người Mỹ gốc Á, đặc biệt là người Mỹ gốc Việt. Trung tâm Eden đã tạo nên một điểm tựa cho văn hóa Việt, đáp ứng nhu cầu cho cả vùng Virginia, Bắc Carolina, Maryland, và Pennsylvania. Bằng chứng là ở đây có rất nhiều nhà hàng phở cũng như thường xuyên có các sự kiện văn hóa của người Việt tại Mỹ được tổ chức ở đây. Eden cũng là nơi đầu tiên phổ biến dịch vụ viễn thông Solavei đến với cộng đồng Việt Nam ở tiểu bang Virginia nói riêng, và cả Hoa Kỳ nói chung.

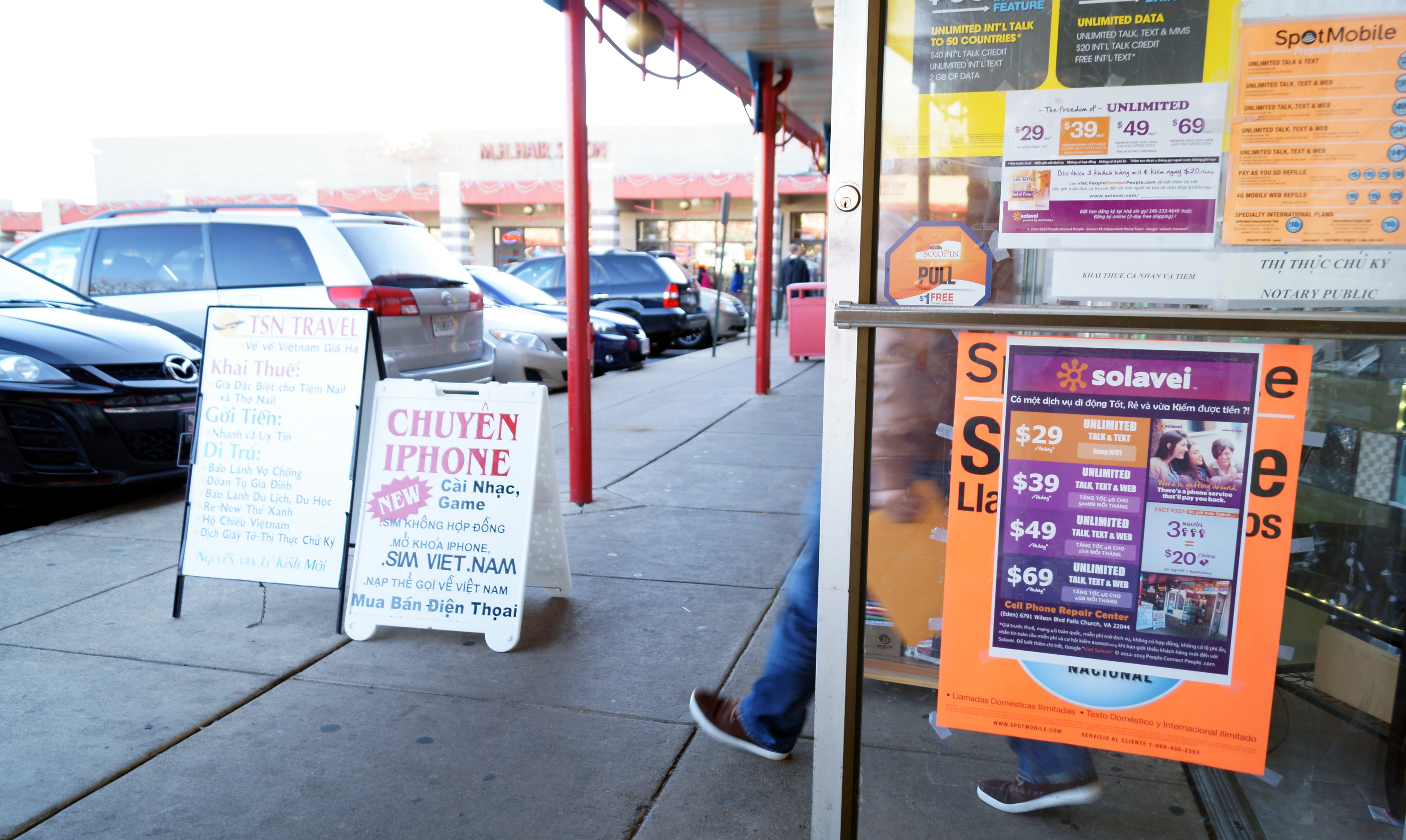
Đại lý đầu tiên đem Solavei đến với cộng đồng Việt ở Hoa Kỳ.

Tên gọi trung tâm Eden có nguồn gốc từ "khu Eden" ở Sài Gòn những năm 60 của thế kỷ trước.